# O Gud, som hämnden hörer till
O Gud, som hämnden hörer till är en psalm skriven av Johan Olof Wallin. Psalmen, som har sex verser, är ett originalverk av Wallin. Det uteslöts senare ur 1937 års psalmbok. Melodin är troligen komponerad av Caspar Bohemus, omkring 1530.
Psalmen inleds 1819 med orden:
O Gud, som hämden hörer till,
Hur länge vill
Du skona dem dig gäcka?

## Publicerad i
- 1819 års psalmbok som nr 10 under rubriken "Helighet och rättfärdighet".